# Decapterus kurroides
Decapterus kurroides es una especie de peces de la familia Carangidae en el orden de los Perciformes.

## Morfología
• Los machos pueden llegar alcanzar los 45 cm de longitud total.

## Distribución geográfica
Se encuentra desde las  costas del África Oriental hasta las Filipinas, sur del Japón y sur de Australia Occidental.